# سکه‌های سنتاوو تیمور شرقی
سکه سنتاووی تیمور شرقی (به انگلیسی: East Timor centavo coins) (به زبان بومی: Doit Timór-Leste nian) یکای پول رایج در کشور تیمور شرقی است. مسئولیت کنترل این یکای پول برعهدهٔ بانک مرکزی تیمور شرقی قرار دارد.